# Амос Піпер
Амос Піпер (нім. Amos Pieper, нар. 17 січня 1998, Людінггаузен) — німецький футболіст, захисник бременського «Вердера».

## Клубна кар'єра
Амос Піпер розпочав займатись футболом у віці чотирьох років у невеличкій команді «Нордкірхен», провівши там 7 років, після чого недовго тренувався у команді «Уніон Людінггаузен», а 2010 року перейшов до академії «Боруссії» (Дортмунд). У складі дортмундської команди він двічі був чемпіоном Німеччини серед гравців до 19 років: у сезоні 2015/16 «Боруссія» виграла фінал проти «Гоффенгайма» з рахунком 5:3, а наступного року дортмундці виграли в серії пенальті у «Баварії» (8:7). Амос Піпер зіграв у обох цих фіналах і в другому з них реалізував вирішальний пенальті перед рекордними для цього змагання 33 450 глядачами.
Влітку 2017 року Амос Піпер був переведений до складу резервної команди «Боруссії» і став виступати за неї в Регіональній лізі Захід. Там він провів 34 гри і забив один гол.
У січні 2019 року Піпер перейшов до клубу Другої Бундесліги «Армінія» (Білефельд). У складі цієї команди Амос і дебютував на професіональному рівні 8 лютого 2019 року, вийшовши в перерві на поле в матчі чемпіонату проти клубу «Ян Регенсбург» (3:0).
У сезоні 2019/20 він став з командою чемпіоном другого дивізіону і вийшов до Бундесліги. У вищому дивізіоні країни дебютував 19 вересня 2020 року в матчі проти «Айнтрахта» (1:1). 15 лютого 2021 року Піпер забив свій перший гол за клуб у грі проти «Баварії» (3:3).

## Кар'єра в збірній
У листопаді 2015 року Піпер провів три гри за юнацьку збірну Німеччини до 18 років.
У листопаді 2019 року Піпер вперше був викликаний до молодіжної збірної Німеччини головним тренером Штефаном Кунцем Згодом з цією командою поїхав на молодіжний чемпіонат Європи 2021 року в Угорщині та Словенії, де зіграв у всіх шести іграх і здобув з командою золоті нагороди після перемоги у фіналі з рахунком 1:0 над Португалією.

## Досягнення
- Чемпіон Європи (U-21): 2021